# 시흥은행중학교
시흥은행중학교(始興銀杏中學校)는 대한민국 경기도 시흥시 은행동에 있는 공립 중학교이다.

## 학교 연혁
- 1997년 1월 14일 : 시흥은행중학교 설립 인가 (7학급)
- 1997년 3월 1일 : 초대 임창만 교장 취임
- 1997년 3월 5일 : 제1회 신입생 입학식 (7학급 292명)
- 2000년 2월 15일 : 제1회 졸업식 (7학급 320명)
- 2021년 3월 1일 : 제8대 이경미 교장 취임
- 2021년 12월 29일 : 은행마루 준공식
- 2022년 1월 10일 : 제23회 졸업식 (12학급 387명)
- 2022년 3월 2일 : 입학생 (366명)

## 참고 자료
- 시흥은행중학교 - 한국교육학술정보원 학교알리미